# Arabia Saudyjska na Letnich Igrzyskach Olimpijskich 2008
Arabię Saudyjską na Letnich Igrzyskach Olimpijskich 2008 reprezentowało 14 zawodników, którymi byli wyłącznie mężczyźni. Był to dziewiąty start reprezentacji Arabii Saudyjskiej na letnich igrzyskach olimpijskich.

## Reprezentanci

### Jeździectwo
| Zawodnik                                                            | Koń         | Konkurencja         | Kwalifikacje | Kwalifikacje | Kwalifikacje | Kwalifikacje | Kwalifikacje | Kwalifikacje | Kwalifikacje | Kwalifikacje | Kwalifikacje | Finał   | Finał   | Finał   | Finał   | Finał   | Razem | Razem |
| Zawodnik                                                            | Koń         | Konkurencja         | Runda 1      | Runda 1      | Runda 2      | Runda 2      | Runda 2      | Runda 3      | Runda 3      | Runda 3      | Poz.         | Runda A | Runda A | Runda B | Runda B | Runda B | Razem | Razem |
| Zawodnik                                                            | Koń         | Konkurencja         | Błędy        | Poz.         | Błędy        | Razem        | Poz.         | Błędy        | Razem        | Poz.         | Poz.         | Błędy   | Poz.    | Błędy   | Poz.    | Błędy   | Poz.  |       |
| ------------------------------------------------------------------- | ----------- | ------------------- | ------------ | ------------ | ------------ | ------------ | ------------ | ------------ | ------------ | ------------ | ------------ | ------- | ------- | ------- | ------- | ------- | ----- | ----- |
| Ramzy Al Duhami                                                     | Allah Jabek | Skoki indywidualnie | 2            | 24.          | 5            | 7            | 19. Q        | 9            | 16           | 26.          | 15. Q        | 8       | 22.     | NQ      | NQ      | 8       | 22.   |       |
| Abdullah bin Mutaib                                                 | Obelix      | Skoki indywidualnie | 10           | 51.          | 30           | 40           | 59.          | NQ           | NQ           | NQ           | NQ           | NQ      | NQ      | NQ      | NQ      | 40      | 54.   |       |
| Faisal Al-Shalan                                                    | Wido        | Skoki indywidualnie | 11           | 55.          | 18           | 29           | 51.          | NQ           | NQ           | NQ           | NQ           | NQ      | NQ      | NQ      | NQ      | 29      | 52.   |       |
| Kamal Bahamdan                                                      | Rivaal      | Skoki indywidualnie | 11           | 55.          | 15           | 26           | 42.          | NQ           | NQ           | NQ           | NQ           | NQ      | NQ      | NQ      | NQ      | 26      | 48.   |       |
| Ramzy Al-Duhami Abdullah bin Mutaib Faisal Al-Shalan Kamal Bahamdan | Patrz wyżej | Skoki drużynowo     | —            | —            | —            | —            | —            | —            | —            | —            | —            | 38      | 13.     | NQ      | NQ      | 38      | 13.   |       |

### Lekkoatletyka
| Zawodnik            | Konkurencja           | Eliminacje | Eliminacje | Półfinał | Półfinał | Finał | Finał   |
| Zawodnik            | Konkurencja           | Wynik      | Miejsce    | Wynik    | Miejsce  | Wynik | Miejsce |
| ------------------- | --------------------- | ---------- | ---------- | -------- | -------- | ----- | ------- |
| Mohammed Al-Salhi   | 800 m                 | 1:47,02    | 24. Q      | 1:47,14  | 19.      | NQ    | NQ      |
| Mohammed Shaween    | 1500 m                | 3:45,82    | 43.        | NQ       | NQ       | NQ    | NQ      |
| Moukheld Al-Outaibi | 5000 m                | 13:47,00   | 18.        | —        | —        | NQ    | NQ      |
| Ali Ahmed Al-Amri   | 3000 m z przeszkodami | 9:09,73    | 38.        | —        | —        | NQ    | NQ      |

| Zawodnik                     | Konkurencja    | Kwalifikacje | Kwalifikacje | Finał | Finał   |
| Zawodnik                     | Konkurencja    | Wynik        | Miejsce      | Wynik | Miejsce |
| ---------------------------- | -------------- | ------------ | ------------ | ----- | ------- |
| Mohamed Salman Al-Khuwalidi  | skok w dal     | 7,93         | 14.          | NQ    | NQ      |
| Hussein Taher Al-Sabee       | skok w dal     | 8,04         | 8. q         |       |         |
| Sultan Abdulmajeed Al-Hebshi | pchnięcie kulą | 19,51        | 27.          | NQ    | NQ      |
| Sultan Mubarak Al-Dawoodi    | rzut dyskiem   | 56,29        | 34.          | NQ    | NQ      |

### Pływanie
| Zawodnik        | Konkurencje             | Eliminacje | Eliminacje | Półfinał | Półfinał | Finał | Finał   |
| Zawodnik        | Konkurencje             | Czas       | Miejsce    | Czas     | Miejsce  | Czas  | Miejsce |
| --------------- | ----------------------- | ---------- | ---------- | -------- | -------- | ----- | ------- |
| Bader Almuhanda | 100 m stylem motylkowym | 55,59      | 61.        | NQ       | NQ       | NQ    | NQ      |

### Strzelectwo
| Sayed Al-Mutairi | skeet | 104 | 39. | NQ | NQ | NQ | NQ |